# Shavit

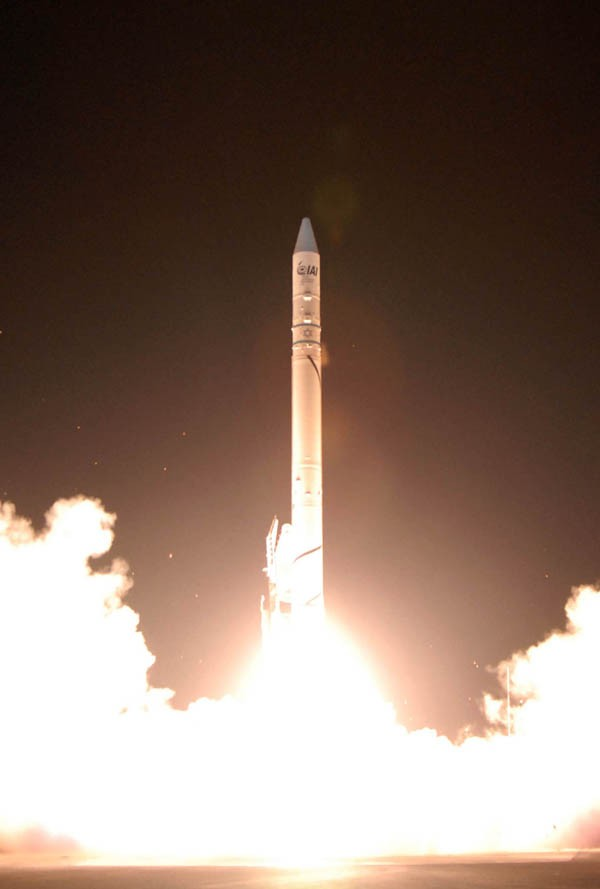
Lanzamiento de un Shavit portando un satélite espía.

Shavit (cometa en español y escrito שביט en hebreo) es el nombre de una familia de lanzadores orbitales israelíes propulsados por combustible sólido y derivados del misil balístico de alcance medio Jericho II, prácticamente idéntico al sudafricano RSA-3.
Cuentan con la particularidad que desde Israel sólo pueden hacerse lanzamientos en sentido retrógrado (hacia el oeste) debido a que hacia el este los lanzamientos sobrevolarían países árabes vecinos a baja altura. Los lanzamientos se hacen desde la Base Aérea de Palmajim, en la costa israelí.

## Versiones

### Shavit
Lanzador de tres etapas, con 9 lanzamientos en su haber, 2 de ellos fallidos. El primer lanzamiento de un Shavit tuvo lugar el 19 de septiembre de 1988 y el último el 9 de abril de 2014.

#### Especificaciones
- Carga útil: 160 kg a LEO (366 km de altura a 143 grados de inclinación)
- Apogeo: 1400 km
- Empuje en despegue: 412,7 kN
- Masa total: 23.630 kg
- Diámetro: 1,35 m
- Longitud total: 18 m

### Shavit 1
Versión mejorada del Shavit, también denominado NEXT. Lanzado 5 veces, con 2 lanzamientos fallidos. El primer lanzamiento de un Shavit 1 tuvo lugar el 5 de abril de 1995 y el último el 10 de junio de 2007.

#### Especificaciones
- Carga útil: 225 kg a LEO (366 km de altura a 143 grados de inclinación)
- Apogeo: 1400 km
- Empuje en despegue: 760 kN
- Masa total: 30.000 kg
- Diámetro: 1,35 m
- Longitud total: 18 m

### LeoLink LK-1
Lanzador de cuatro etapas derivado del planeado Shavit 2.

#### Especificaciones
- Carga útil: 550 kg a LEO (200 km) y 415 kg a una órbita heliosincrónica (800 km de altura y 98,5 grados de inclinación)
- Empuje en despegue: 600 kN
- Masa total: 30.500 kg
- Diámetro: 1,35 m
- Longitud total: 20,9 m

### LeoLink LK-2
Versión del LeoLink LK-1 que utiliza un cohete Castor-120 como primera etapa.

#### Especificaciones
- Carga útil: 1550 kg a LEO (200 km) y 1200 kg a una órbita heliosincrónica (800 km de altura y 98,5 grados de inclinación)
- Empuje en despegue: 1450 kN
- Masa total: 70.000 kg
- Diámetro: 2,3 m
- Longitud total: 26,4 m